# Antioch Egyetem
Az Antioch Egyetem magánintézmény az USA Ohio államának Yellow Springs városában. New Hampshire, Kalifornia és Washington államokban telephelyek találhatóak.
Az egyetem korábban az Antioch Főiskola nevet viselte, melynek campusát megvásárolta az Antioch College Continuation Corporation, amely a név használatára is engedélyt kapott.
Az Antioch volt az USA első felsőoktatási intézménye, ahol főállású oktatóként nőket is alkalmaztak.

## Története
Az 1852-ben alapított intézmény 1927-ben szerzett akkreditációt, 1928-ban pedig egyetemmé alakult.
A főiskola első rektora Horace Mann, a Whig Párt politikusa volt, akit történészek az USA közoktatása atyjának tartanak. Tervei között szerepelt a Harvard Egyetemhez hasonló, de attól némileg különböző intézmény létrehozása. Az Antioch Főiskola felekezetfüggetlen és koedukált volt, ahol az oktatásban szerepet kapott a tudomány és a modern irodalom is; a hallgatók nem osztályzatokat szereztek, hanem az érdeklődési körükbe tartozó témáról benyújtott dolgozatok alapján értékelték őket. Mann szerette volna, ha az intézmény mindenki számára nyitva állna rasszra, nemre és vallásra való tekintet nélkül: az Antioch volt az ország egyik első felsőoktatási intézménye, ahol a fekete bőrűek a fehérekkel közösen folytathatták tanulmányaikat. Mann 1859. augusztus 2-án hunyt el; búcsúszavaiban a következőképp fogalmazta meg az intézmény küldetését: „képessé tenni a diákokat arra, hogy értelmes életet éljenek, és előmozdítsák a társadalmi, gazdasági és környezeti igazságosságot”.
1964-ben a vermonti Putney Tanárképző Intézet (a mai új-angliai campus) az intézmény része lett. 1972-re további 23 campus nyílt meg, ezért az intézményre már nem főiskolaként, hanem „hálózatként” hivatkoztak. 1977-ben a kuratórium az egyetemmé alakulás mellett döntött; az alapító okirat módosítását az év végére vezették át. A Yellow Springs-i campus Antioch Főiskola néven az intézményhálózat részeként működött.
2008-ban pénzügyi problémák miatt a Yellow Springs-i campus bezárt; egy év múlva az öregdiákok által alapított Antioch College Continuation Corporation a telephelyet megvásárolta, és Antioch Főiskola néven újranyitotta.

## Kampuszok

### Új-Anglia
Az 1964-ben alapított campus a New Hampshire-i Keene-ben található. A telephelyen Waldorf-pedagógiai képzés is folyik.

### Los Angeles
Az 1972-ben megnyílt telephelyen írói és LMBT-specifikus pszichológiai képzés is folyik.

### Santa Barbara
Az 1977-ben megnyílt Santa Barbara-i kampuszon 270 kaliforniai és külföldi hallgató tanul. A telephelyen egészségügyi és tanári képzések folynak.

### Seattle
Az 1975-ben megnyílt kampuszon tanácsadói és klinikai pszichológiai képzés zajlik.

### Középnyugat
A Midwest (korábban McGregor) kampusz 1988-ban nyílt meg Felnőtt- és Kísérleti Oktatás Intézete néven. A kampusz funkciói az online térbe kerültek át, az épületet pedig eladásra kínálták. Az adminisztráció és néhány más részleg (25 munkavállaló) továbbra is a telephelyen dolgozik.

## Oktatás
Az interdiszciplináris vezetői doktori képzés célja olyan személyek képzése, akik munkahelyükön képesek pozitív változásokat elérni.
Az iskola online képzése keretében alap- és mesterfokú diplomát is lehet szerezni.

## Fordítás
- Ez a szócikk részben vagy egészben  az   Antioch University című angol Wikipédia-szócikk ezen változatának fordításán alapul.  Az eredeti cikk szerkesztőit annak laptörténete sorolja fel. Ez a jelzés csupán a megfogalmazás eredetét és a szerzői jogokat jelzi, nem szolgál a cikkben szereplő információk forrásmegjelöléseként.